# Renzo De Felice
Renzo De Felice (8. dubna 1929 Rieti – 25. května 1996 Řím) byl italský historik, zaměřený zejména na dějiny italského fašismu. Jeho stěžejní prací je obsáhlá biografie Benita Mussoliniho, čítající celkově na 6000 stránek textu ve čtyřech dílech (vydaných v letech 1965–1997). Podle De Feliceho Mussolini takřka revolučně zmodernizoval Itálii, v zahraničně-politických otázkách se však choval jako ryzí pragmatik. Pokládá tak Mussoliniho za pokračovatele liberálního směru italské politiky z let 1861–1922.

## Život
Narodil se v Rieti, studoval na římské Univerzitě La Sapienza, k jeho tamním učitelům patřili Federico Chabod či Delio Cantimori. Za studií vstoupil do Komunistické strany Itálie. Po potlačení maďarského povstání v roce 1956 byl jedním ze 101 italských intelektuálů, kritizujících italskou komunistickou stranu za její podporu Sovětům. Postoj strany jej přiměl k opuštění jejích řad a přestupu do konkurenční Socialistické strany Itálie. Po studiích začal na římské univerzitě vyučovat historii. Oženil se s Livií De Ruggiero. Zemřel v Římě.

## Vědecká práce, De Feliceho pojetí fašismu a Mussoliniho
De Felice je znám zejména pro svůj nedokončený zevrubný životopis Mussoliniho, rozdělený do čtyř dílů v celkových osmi svazcích. Založil a editoval rovněž vlivné peridikum Storia Contemporanea. Sám liberální Žid, zpracoval také oceňovanou monografii o nacistickém útlaku Židů; věnoval se rovněž problematice Jakobínů v Itálii.
De Feliceho ústředním tématem byl fašismus. Rozlišoval "fašismus jako hnutí" a "fašismus jako režim." Fašismus jako hnutí považoval Dle Felice za revoluční hnutí italských středních sociálních vrstev, vycházející především z osvícenství. Podle něj to nebyl ani tak strach z proletářské revoluce, nýbrž především touha zformovat jasnou vlastní identitu, co vehnalo italské nižší střední vrstvy do náruče fašismu.
Naproti tomu fašistický politický režim vyústil dle De Feliceho v mocenský systém jednoho muže, v němž fašistická ideologie představovala pouhou nadstavbu Mussoliniho vůdcovského systému a nástroj legitimizace a upevnění vůdcovy moci. De Felice tedy chápe fašismus jako legitimní politickou ideologii, jíž nepřísluší přehnaná démonizace a mechanické odmítání.
Podle něj náleží debata nad problematikou fašismu odborným historikům namísto politiků, zneužívajících ji pro své politické cíle.
Podle De Feliceho je zkratkovité srovnávat italský fašismus s německým nacismem, který považuje za značně odlišnou ideologii. Za své postoje sklidil De Felice kritiku zejména v levicových kruzích, Giuliano Procacci, Paolo Alatri, Nicola Tranfaglia a někteří další jej nařkli z podpory fašismu.

## Dílo (výběr)
- Storia degli ebrei italiani sotto il fascismo, 1961.
- The Jews in Fascist Italy. A History, Enigma Books, 2001. ISBN 978-1-929631-01-8
- Mussolini, 4 díly, Turín 1965–1997.

díl 1, Mussolini il rivoluzionario, 1883–1920; díl 2, Mussolini il fascista, část 1, La conquista del potere, 1921–1925, část 2, L’organizzazione dello Stato fascista, 1925–1929; díl 3, Mussolini il duce, část 1, Gli anni del consenso, 1929–1936, část 2, Lo stato totalitario, 1936–1940; díl 4, Mussolini l’alleato, 1940–1945, část 1, L’Italia in guerra, 1940–1943, svazek 1, Dalla guerra “breve” alla guerra lunga, sv. 2, Crisi e agonia del regime, díl 2, La guerra civile, 1943–1945.
- Le interpretazioni del fascismo, 1969.
- Il fascismo: le interpretazioni dei contemporanei e degli storici, 1970.
- Intervista sul fascismo, editor Michael Ledeen, 1975.
- Ebrei in un paese arabo: gli ebrei nella Libia contemporanea tra colonialismo, nazionalismo arabo e sionismo (1835–1970), 1978.